# Teplianka
Teplianka je potok na Liptově, v povodí Váhu, Žilinském kraji na území okresu Ružomberok, je to pravostranný přítok Váhu s délkou 12,5 km. Její horní tok, po soutok s Kalameniankou, se někdy označuje jako Lúčanka nebo i Ráztočná. Před obcí Lúčky (v části Lúčky-kúpele ) protéká přes travertinové terasy a vytváří Lúčanský vodopád .

## Pramen
Pramení v Chočských vrších, v podcelku Sielnické vrchy, v sedle mezi vrchy Ostroń (1104,9 m n. m.) a Havrania (1129,8 m n. m.) v nadmořské výšce přibližně (905 m n. m.)

## Směr toku
Od pramene se obloukem stáčí na jih, na středním toku (po obec Lúčky ) teče na jihovýchod, odtud opět na jih

## Geomorfologické celky
- Chočské vrchy, podcelek Sielnické vrchy
- Podtatranská kotlina, podcelek Liptovská kotlina, část Chočské podhorie

## Přítoky
Zprava dva přítoky zpod Velkého Choče (1607,7 m n. m.), Žimerov potok, zleva z oblasti Hlbokého a Kalamenianka

## Ústí
Ústí do Váhu u obce Liptovská Teplá v nadmořské výšce přibližně (501 m n. m.)
Obce: Lúčky, Kalameny (okrajem), Madočany a Liptovská Teplá

## Galerie
- Lúčanský vodopád
- Lúčanský vodopád
- Teplianka v centru obce